# Довга, довга справа...
«Довга, довга справа…» (рос. «Длинное, длинное дело…») — радянський художній фільм, поставлений на кіностудії «Ленфільм» у 1976 році режисерами Григорієм Ароновим і Володимиром Шределем.

## Сюжет
Михайло Петрович Лужин (Євген Леонов) працює слідчим в одній з районних прокуратур Москви. По своїй натурі дуже м'яка і скромна людина, він стає жорстким і непохитним, коли необхідно встановити істину. Щоб отримати відстрочку у справі для призначення нової експертизи, Лужин звертається безпосередньо до заступника прокурора РРФСР (Володимир Заманський), за що отримує наганяй від районного прокурора Філіппова (Михайло Глузський).
Під час нічного чергування по місту Лужина викликають на місце події — убитий якийсь Панін, що недавно відбув термін в колонії. На наручному годиннику убитого знайдено відбиток пальця, що належить його спільникові Кирилу Строганову (Микола Караченцов). Також знайдена пляшка горілки зі штампом з ресторану аеропорту Домодєдово; в той же день в аеропорт прилетів Строганов, щоб відвідати свою матір після звільнення з колонії. Лужин впевнений, що розкрив вбивство по гарячих слідах і отримує санкцію на арешт Строганова у прокурора.
Однак мати Строганова — Марія Іванівна (Ніна Ургант) наполягає, що син відразу після прильоту приїхав до неї і всю ніч був у неї вдома. Лужин починає сумніватися в правильності арешту Строганова. На першому допиті той пояснює, що в аеропорту випадково зустрів Паніна у телефонних автоматів, коли той телефонував якійсь знайомій. Строганов продав йому свій годинник «Побєда», щоб виручити гроші на таксі до будинку. А виявлені на його одязі сліди крові пояснюються травмою, отриманою в колонії. Лужин їде на квартиру вбитого, проводить додатковий огляд і знаходить квитанцію про здачу в ремонт наручного годинника а також коробок сірників з частиною телефонного номера, про який говорив Строганов. Сусідка Паніна (Валентина Пугачова) повідомляє, що чула жіночі крики в квартирі вбитого напередодні події.
Лужин тепер впевнений, що Строганов невинний і став жертвою безглуздого збігу обставин. Він дає завдання оперативникам перевірити всіх знайомих жінок Паніна, знайти таксиста, що підвозив Строганова, а також перевірити списки рейсів, на яких міг прилетіти убитий: «Якщо це робота і на рік, все одно це краще, ніж невинного засудити на 15 років». Лужин також просить прокурора відпустити Строганова на підписку про невиїзд, хоча це зіпсує статистику з розкриття злочинів. Після робочого дня слідчий Воронцов (Олег Янковський) повідомляє Лужину, що йому запропонують перевестися з районної прокуратури до міської, а справу про вбивство Паніна передадуть Воронцову. Хоча той і обіцяє відпустити Строганова і докласти всіх зусиль до пошуку справжніх злочинців, Лужин розуміє, що Воронцов не хоче добиватися справедливості, тому він готовий відмовитися від підвищення.
В будинку Лужина чекає вчителька французької мови (Світлана Карпінська), яку привів його син Антон (Роман Мадянов). Лужин розповідає їй, що дружина померла 9 років тому і він виховує сина один. Але вчительці просто потрібна відома людина з контактами в керівництві району, яка може допомогти з ремонтом каналізації в будівлі школи. Провівши її, Лужин дзвонить Марії Іванівні і обіцяє, що сина скоро відпустять.

## У ролях
- Євген Леонов — слідчий Михайло Петрович Лужин
- Володимир Заманський — Федір Гаврилович, заступник прокурора РРФСР
- Михайло Глузський — районний прокурор Іван Гнатович Філіппов
- Олег Янковський — слідчий Воронцов
- Олег Бєлов — слідчий Решко
- Микола Караченцов — Кирило Строганов
- Ніна Ургант — Марія Іванівна Строганова, мати Кирила
- Світлана Карпінська — вчителька французької мови
- Роман Мадянов — Антон, син Лужина
- В'ячеслав Васильєв — Лев Соркін, медичний експерт
- Микола Гаврилов — свідок
- Рита Гладунко — офіціантка
- Світлана Кетлерова — епізод
- Аскольд Конович — епізод
- Ніна Мамаєва — тітка Маруся, сусідка Строганових
- Юрій Мальцев — епізод
- Валерій Ольшанський —  епізод
- Віктор Перевалов — дільничний міліціонер
- Валентина Пугачова — сусідка Паніна
- Валентина Сперантова — покупець прального порошку
- Любов Тищенко — секретар
- Микола Федорцов — епізод
- Володимир Волчик — відвідувач Лужина
- Лариса Ігнатенко — секретар
- В'ячеслав Невинний — громадянин на лавці
- Семен Фарада — Гокія Леван
- Станіслав Фесюн — епізод

## Знімальна група
- Автор сценарію — Юлій Ніколін
- Режисери-постановники — Григорій Аронов, Володимир Шредель
- Головний оператор — Володимир Бурикін
- Художник-постановник — Семен Малкін
- Композитор — Альберт Пресленєв